# Anolis casildae
Anolis casildae este o specie de șopârle din genul Anolis, familia Polychrotidae, descrisă de Arosemena, Ibanez și De-sousa 1991. Conform Catalogue of Life specia Anolis casildae nu are subspecii cunoscute.